# Wohn- und Betreuungsvertragsgesetz
Das Wohn- und Betreuungsvertragsgesetz (WBVG) normiert in Deutschland die zivilrechtlichen Fragen für Heimverträge und Pflegeverträge und hat die entsprechenden Regelungen der §§ 5 bis 9 des Heimgesetzes des Bundes zum 1. Oktober 2009 ersetzt.

## Gesetzgebungsgeschichte
Die Neuregelung war nötig geworden, nachdem die Gesetzgebungskompetenz des Bundes im Heimrecht (mit Ausnahme des Heimvertragsrechtes) durch die Föderalismusreform 2006 entfallen war. Die sonstigen heimrechtlichen Regelungen (Mindestausstattung baulicher und personeller Art, Heimaufsicht usw.) sind inzwischen von allen Bundesländern in Landesgesetzen geregelt worden.

## Neuerungen im Vergleich zum früheren Recht
Im Gegensatz zum früheren Heimgesetz gilt das WBVG prinzipiell für alle betreuten Wohnformen, seine Anwendbarkeit orientiert sich an bestimmten vertraglichen Leistungen. Die Art und Weise der Wohnform ist nicht mehr ausschlaggebend. Nach § 1 Absatz 1 Satz 3 WBVG ist dieses Gesetz nur dann anzuwenden, wenn der Vertrag über die Erbringung von allgemeinen Unterstützungsleistungen wie die Vermittlung von Pflege- oder Betreuungsleistungen, Leistungen der hauswirtschaftlichen Versorgung oder Notrufdienste hinausgeht. Auf das reine Service-Wohnen ist es somit nicht anzuwenden. Auf eine ambulant betreute Wohngemeinschaft oder Pflege-WG ist es nur dann anzuwenden, wenn die Wohnraumüberlassung untrennbar mit einem Vertrag über das Erbringen oder Vorhalten von Pflege- oder Betreuungsleistungen verbunden ist; dies ist bei der selbst organisierten WG normalerweise nicht der Fall, kann aber bei einer Pflege-WG im Einzelfall zutreffen, wenn das zu vermietende Objekt und der Pflegedienst wirtschaftlich miteinander verbunden sind.
Das Gesetz trägt dem Verbraucherschutzgedanken Rechnung, indem es u. a. eine größtmögliche Transparenz im Leistungsbereich festschreibt. So wurden umfassende vorvertragliche Informationspflichten für die „Unternehmer“ (im Sinne von § 14 BGB) – also die Anbieter von Wohnraum sowie von Pflege- und Betreuungsleistungen – gesetzlich normiert.
Dem Verbraucher räumt es ein ordentliches und außerordentliches Kündigungsrecht ein, dem Unternehmer hingegen nur ein eingeschränktes Kündigungsrecht.

## Besonderheiten
Bei Bewohnern von Einrichtungen nach dem WBVG ist die Möglichkeit der Geschäftsunfähigkeit (§ 104 BGB) größer als im Vertragsrecht des BGB generell. Das WBVG wählt im Interesse der Bewohner eine von § 105 BGB (Nichtigkeit von Verträgen) abweichende Regelung. Hier sind solche Verträge mit Geschäftsunfähigen schwebend unwirksam (wie § 108 BGB bei Minderjährigen ab 7 Jahren). Der gesetzliche Vertreter oder Bevollmächtigte kann daher später den Vertrag mit rückwirkender Kraft  genehmigen oder dies ablehnen. Für bereits erbrachte Leistungen gilt er aber als fortbestehend.